# Upplands runinskrifter 327
Upplands runinskrifter 327 är en vikingatida runsten av granit i Husby, Markims socken och Vallentuna kommun. Runstenen är cirka 2,8 meter hög och 1,4 meter bred. Runhöjden är 9 centimeter. Stenen är inbyggd i en mur. Runstenen har troligen ingått i en monument rest över Sven tillsammans med U 326.

## Inskriften
Translitterering av runraden:
... ris... ... [i]ftiʀ --in × sun × sin × uk × kirþi × bru × furiʀ an(s) × salu × baþ stanta × hia... ...þi u--... ...alt × --...
Normalisering till runsvenska:
... ræis[a] ... æftiʀ [Svæ]in/[Stæ]in, sun sinn, ok gærði bro fyriʀ hans salu. Bað standa hia[r] ... ... ... ...
Översättning till nusvenska:
... resa ... efter Sven, sin son, och gjorde bron för hans själ. Han bjöd stå här ...